# Distrito de Le Mans
El distrito de Le Mans es un distrito (en francés arrondissement) de Francia, que se localiza en el département Sarthe, de la région Países del Loira (en francés Pays de la Loire). Cuenta con 12 cantones y 48 comunas.
La capital de un distrito se llama subprefectura (sous-préfecture). Cuando un distrito contiene la prefectura (capital) del departamento, esa prefectura es la capital del distrito, y se comporta tanto como una prefectura como una subprefectura.

## División territorial

### Cantones
Los cantones del distrito de Le Mans son:
1. Allonnes
2. Ballon
3. Écommoy
4. Le Mans-Centre
5. Le Mans-Est-Campagne
6. Le Mans-Nord-Campagne
7. Le Mans-Nord-Ouest
8. Le Mans-Nord-Ville
9. Le Mans-Ouest
10. Le Mans-Sud-Est
11. Le Mans-Sud-Ouest
12. Le Mans-Ville-Est

### Comunas
| 1. Aigné (72001)                   | 2. Allonnes (72003)                 | 3. Arnage (72008)                | 4. Ballon (72023)                   |
| 5. La Bazoge (72024)               | 6. Beaufay (72026)                  | 7. Brette-les-Pins (72047)       | 8. Challes (72053)                  |
| 9. Changé (72058)                  | 10. La Chapelle-Saint-Aubin (72065) | 11. Chaufour-Notre-Dame (72073)  | 12. Coulaines (72095)               |
| 13. Courceboeufs (72099)           | 14. Courcemont (72101)              | 15. Écommoy (72124)              | 16. Fay (72130)                     |
| 17. La Guierche (72147)            | 18. Joué-l'Abbé (72150)             | 19. Laigné-en-Belin (72155)      | 20. Le Mans (72181)                 |
| 21. Marigné-Laillé (72187)         | 22. La Milesse (72198)              | 23. Moncé-en-Belin (72200)       | 24. Montbizot (72205)               |
| 25. Mulsanne (72213)               | 26. Neuville-sur-Sarthe (72217)     | 27. Parigné-l'Évêque (72231)     | 28. Pruillé-le-Chétif (72247)       |
| 29. Rouillon (72257)               | 30. Ruaudin (72260)                 | 31. Saint-Biez-en-Belin (72268)  | 32. Saint-Georges-du-Bois (72280)   |
| 33. Saint-Gervais-en-Belin (72287) | 34. Saint-Jean-d'Assé (72290)       | 35. Saint-Mars-d'Outillé (72299) | 36. Saint-Mars-sous-Ballon (72301)  |
| 37. Saint-Ouen-en-Belin (72306)    | 38. Saint-Pavace (72310)            | 39. Saint-Saturnin (72320)       | 40. Sainte-Jamme-sur-Sarthe (72289) |
| 41. Sargé-lès-le-Mans (72328)      | 42. Savigné-l'Évêque (72329)        | 43. Souillé (72338)              | 44. Souligné-sous-Ballon (72340)    |
| 45. Teillé (72349)                 | 46. Teloché (72350)                 | 47. Trangé (72360)               | 48. Yvré-l'Évêque (72386)           |